# Дрызловский сельсовет
Дрызловский сельсовет — упразднённая административно-территориальная единица, существовавшая на территории Московской губернии и Московской области до 1954 года.
Дрызловский сельсовет возник в первые годы советской власти. По данным 1921 года он находился в составе Кульпинской волости Волоколамского уезда Московской губернии. 24 марта 1924 года в связи с ликвидацией Кульпинской волости Дрызловский с/с вошёл в состав Раменской волости.
По данным 1926 года в состав сельсовета входили 4 населённых пункта — Дрызлово, Добрино, Починки и Юренево.
В 1929 году Дрызловский с/с был отнесён к Шаховскому району Московского округа Московской области.
4 января 1952 года из Дрызловского с/с в Раменский было передано селение Мясоедово.
14 июня 1954 года Дрызловский с/с был упразднён, а его территория в полном составе передана в Новоникольский с/с.